# El-Kab
El-Kab (arabisch الكاب, DMG al-Kāb, oft auch Elkab) ist ein kleines Dorf in Oberägypten, in dessen Nähe sich die Reste der antiken Stadt Necheb (römisch Eileithyia) befinden. El-Kab liegt 15 km nördlich von Edfu und 65 km südlich von Luxor bei der Mündung des Wadi Hilal.

## Bedeutung

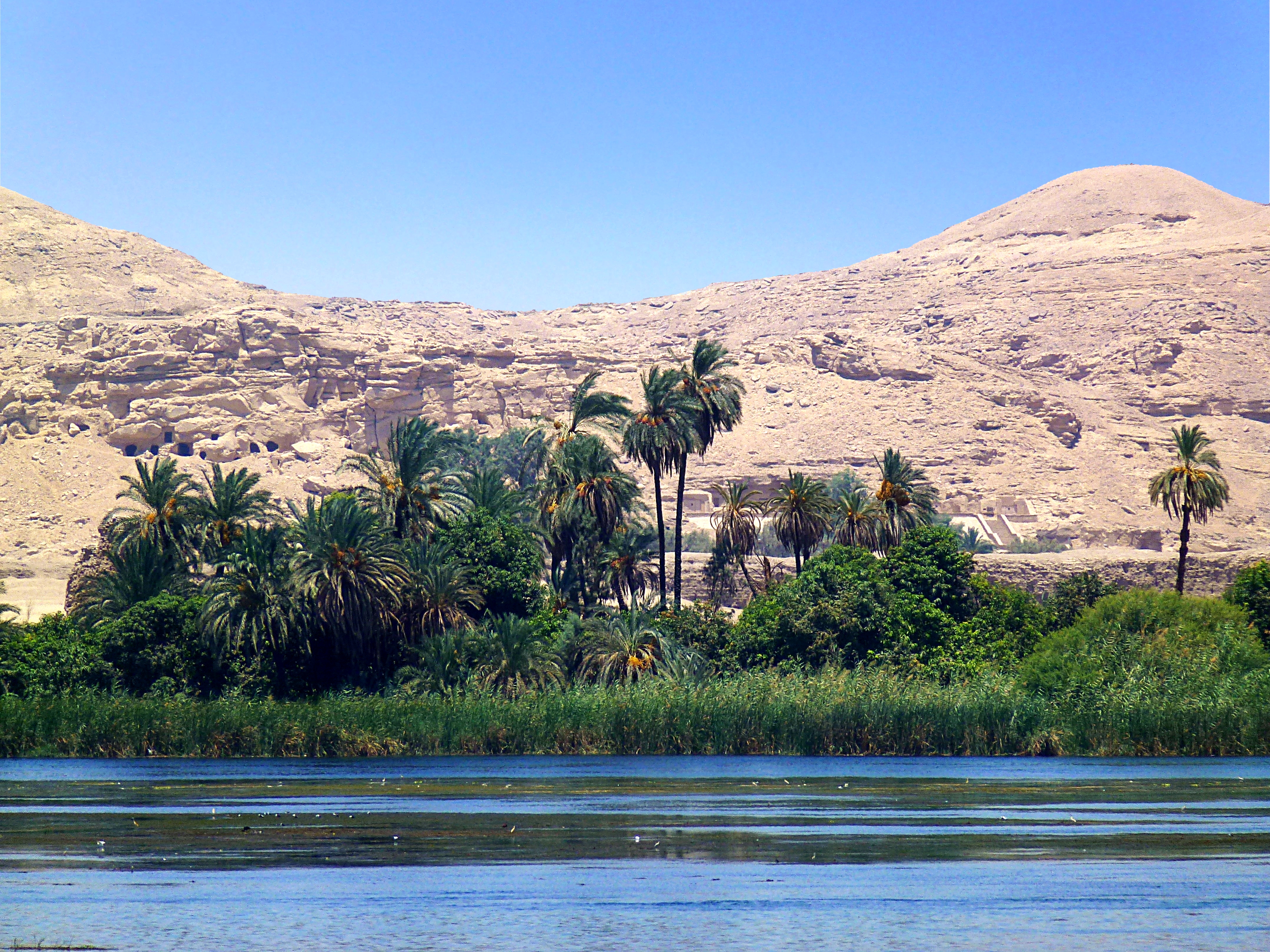
Stadtmauer von Necheb mit Felsengräbern

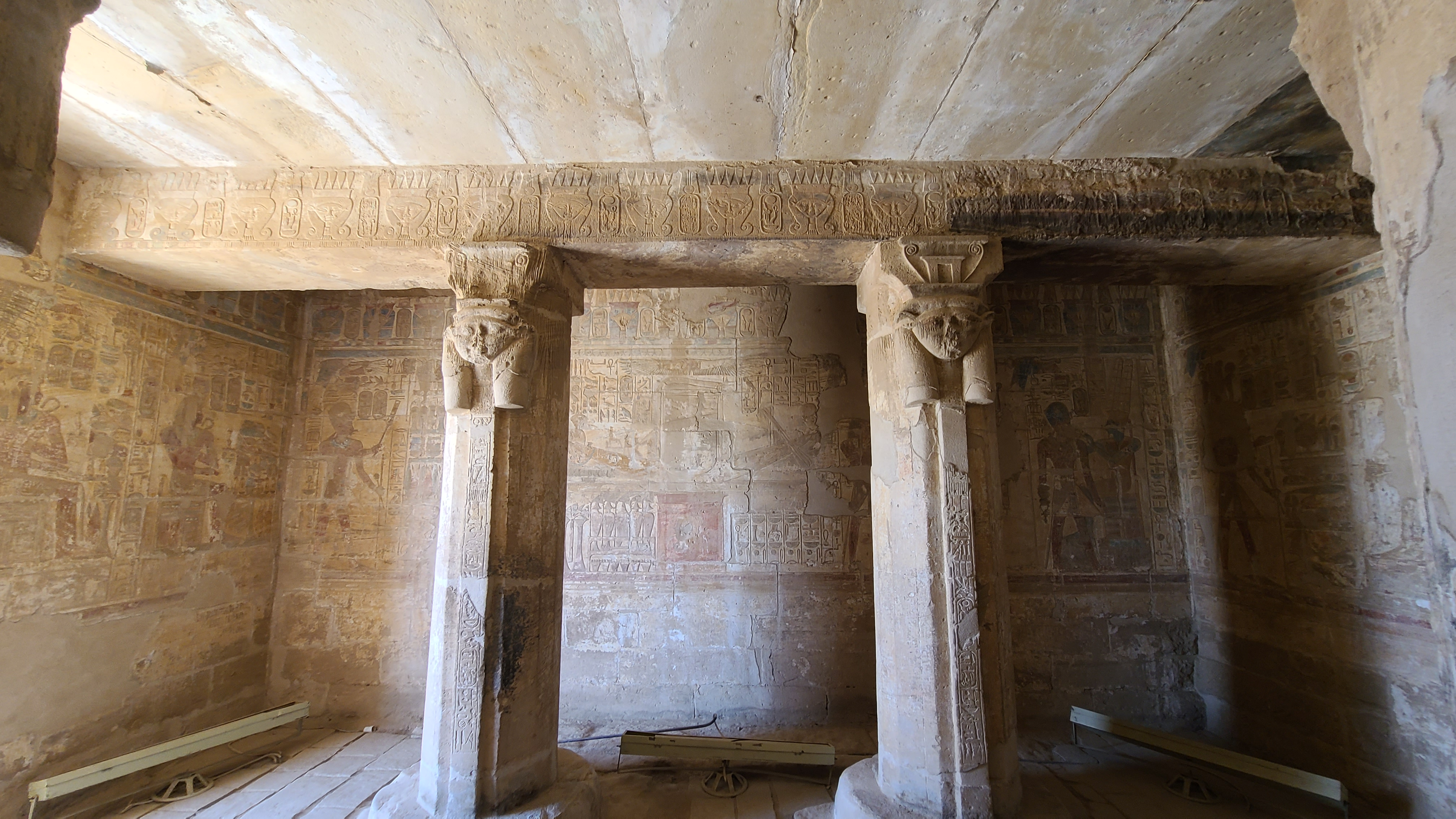
Innenansicht des Tempels der Nechbet in El-Kab

Necheb ist eine der ältesten Städte Ägyptens. Hier befand sich das Heiligtum der Nechbet, die eine der beiden Kronengöttinen der ägyptischen Könige war. Die Stadt hatte daher von Anfang an eine enge Beziehung zum ägyptischen Königtum und im dortigen Nechbettempel ist in fast allen Epochen pharaonischer Geschichte gebaut worden. Die Ruinen des Haupttempels sind heute stark zerstört, während vor allem die Stadtmauer noch sehr gut erhalten ist. Weitere noch stehende Ruinen sind einige Felsengräber in der angrenzenden Wüste und einige kleinere Tempel im Umfeld der Stadt. Die Stadt stand in enger Beziehung zu Hierakonpolis auf der anderen Seite des Nils und bildete mit dieser eine Art Doppelstadt.

## Geschichte

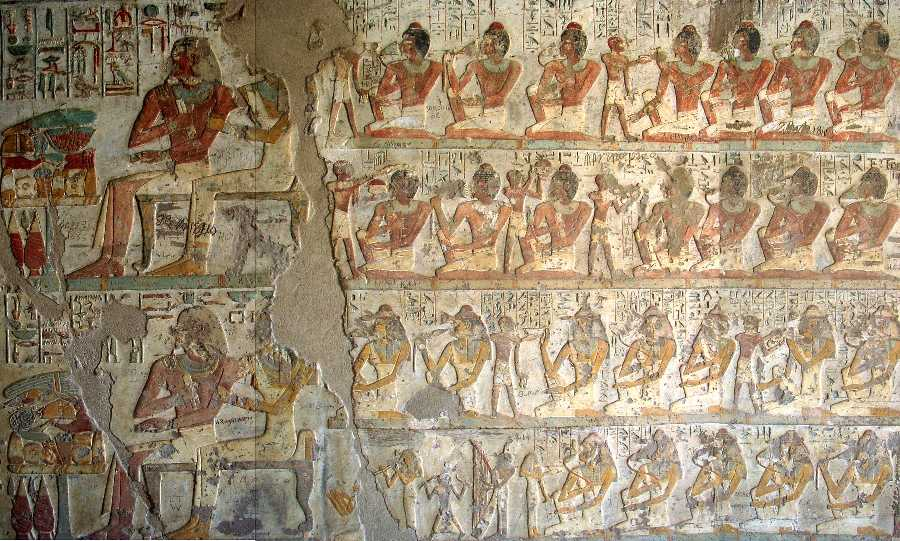
Festszene im Grab des Paheri

Der Ort war schon in der Naqada-Periode besiedelt. Aus dem Alten Reich stammen einige große Mastabas und Felsgräber, die die Bedeutung der Stadt in dieser Zeit unterstreichen. Aus dem Mittleren Reich stammen die ältesten erhaltenen Reste des Nechbettempels. In der Zweiten Zwischenzeit florierte der Ort und eine Reihe bedeutender Felsgräber (z. B. das Grab des Sobeknacht II.; Grab des Paheri) wurde hier errichtet. Der Tempel wurde dann im Neuen Reich weiter ausgebaut und im weiteren Umfeld der Stadt wurden weitere Tempel errichtet, darunter eine kleine Kapelle von Amenophis III. und ein Felstempel in ramessidischer Zeit. Der Nechbettempel wurde unter Psammetich I. stark erweitert. Bedeutende Anbauten stammen von Hakor und Nektanebos I. Weitere Tempelbauten stammen schließlich aus griechischer Zeit, in der auch die Amenophis III.-Kapelle und der ramessidische Felsentempel erweitert wurden. In griechisch-römischer Zeit hieß der Ort Eileithyiaspolis.